# Yelena Antónova (remera)
Yelena Antónova –en ruso, Елена Антонова– (21 de agosto de 1952) es una deportista soviética que compitió en remo.
Participó en los Juegos Olímpicos de Montreal 1976, obteniendo una medalla de bronce en la prueba de scull individual. Ganó dos medallas de oro en el Campeonato Mundial de Remo, en los años 1974 y 1975, y una medalla de oro en el Campeonato Europeo de Remo de 1973.

## Palmarés internacional
| Juegos Olímpicos   | Juegos Olímpicos         | Juegos Olímpicos  | Juegos Olímpicos |
| Año                | Lugar                    | Medalla           | Prueba           |
| ------------------ | ------------------------ | ----------------- | ---------------- |
| 1976               | Montreal (Canadá)        | Medalla de bronce | Scull individual |
| Campeonato Mundial |                          |                   |                  |
| Año                | Lugar                    | Medalla           | Prueba           |
| 1974               | Lucerna (Suiza)          | Medalla de oro    | Doble scull      |
| 1975               | Nottingham (Reino Unido) | Medalla de oro    | Doble scull      |
| Campeonato Europeo |                          |                   |                  |
| Año                | Lugar                    | Medalla           | Prueba           |
| 1973               | Moscú (URSS)             | Medalla de oro    | Doble scull      |